# 絶頂集
『絶頂集』（ぜっちょうしゅう）は、2000年9月13日に東芝EMI（当時）より発売された日本のシンガーソングライター・椎名林檎の3枚組シングル集である。廃盤。

## 概要
本作は椎名が1999年から2000年にかけて開催したコンサートツアーで披露した未発表曲を中心に収録した8センチCD3枚組のシングル集である。このような形態で発売することになった理由は、2002年に発表されたカバーアルバム『唄ひ手冥利～其ノ壱～』と同様、東芝EMIとの契約におけるCDリリースの消化枚数をクリアするためである。
ライブ音源は、ディスク1には2000年の春に開催されたホールツアー「実演ツアー 下剋上エクスタシー」から3曲、ディスク3には同年夏に行われた発育ステータスとしてのシークレットライブツアー「御起立ジャポン」から3曲が収録されている。本来ならばディスク2には1999年に4校の大学で開催された学園祭ツアー「学舎エクスタシー」からライブ音源が3曲収録される予定だったが、諸事情にてスタジオ音源が収録された（後述参照）。
形式上はシングルであるものの、3枚組という特殊な形態で発売されたために、オリコンではアルバム扱いとなり、アルバムチャートで1位を記録した（レンタルCD等でもほとんどの場合アルバム扱いとなっている）。
また2008年7月に発売された椎名の10周年記念アルバム『私と放電』には本作のディスク2・3からそれぞれ3曲ずつ計6曲収録されたが、その発売に併せ廃盤となった。

## 収録曲

### DISC1「絶頂1 虐待グリコゲン」
全国ホールツアー「実演ツアー 下剋上エクスタシー」から未発表の新曲2曲、アンコールで披露された「同じ夜」（アルバム『無罪モラトリアム』収録）を収録。編曲および演奏を担当しているバンド・虐待グリコゲンは2002年に発表されたカバーアルバム『唄ひ手冥利～其ノ壱～』にも参加している。
なおこのディスクの収録曲については、他のアルバム等に収録されておらず、廃盤となった現在ではデジタル・ダウンロードでのみ販売されている。
1. やっつけ仕事
渋谷公会堂公演（5月3日）より抜粋。ミュージック・ビデオも制作されており、同年に福岡嘉穂劇場で行われた一夜限りのコンサート「座禅エクスタシー」の公演前日（7月29日）にライブ参加抽選から外れたファンを招き撮影した。ミュージック・ビデオの冒頭にある外国人キャスターのシーンは、後に発売する3作目のアルバム『加爾基 精液 栗ノ花』にて森俊之編曲で「やつつけ仕事」として収録された際に、冒頭部分として使用されている。なおミュージック・ビデオは楽曲の発表から約3年後の2003年8月20日に発売された『性的ヒーリング～其ノ参～』に収録された（その後、デビュー10周年の際に発売された『私の発電』にも収録された）。
2. ギャンブル
NHKホール公演（4月26日）より抜粋。この楽曲は2007年に発表された斎藤ネコとの共同名義アルバム『平成風俗』に斎藤による編曲で収録されたほか、同年2月に公開された椎名が音楽監督を務めた映画『さくらん』の挿入曲としても使用されている。
3. Jｪﾁ~ｯじo™ｳ（同じ夜）
渋谷公会堂公演（5月3日）より抜粋。タイトルは意図的に文字化けさせられているが、1999年に発表された1作目のアルバム『無罪モラトリアム』収録楽曲の「同じ夜」である。なおライブ映像集『下剋上エクスタシー』には虐待グリコゲンに弦一徹率いるストリングスを加えたスペシャルバージョン（NHKホール公演）が収録されている。

- 全作詞・作曲：椎名林檎
- 全編曲・演奏：虐待グリコゲン

- 虐待グリコゲン

ボーカル・エレキギター：椎名林檎
エレキベース：亀田誠治
エレキギター：弥吉淳二
シンセサイザー・キーボード：皆川真人
ドラムス：村石雅行

### DISC2「絶頂2 天才プレパラート」
本来ならば1999年11月に開催された学園祭ツアー「学舎エクスタシー」から収録されるはずだったが、椎名の気に入る音源が無かったためスタジオでの再収録音源を収録。大学祭ということから、バンド・天才プレパラートのメンバーには椎名の友人のアマチュアミュージシャンが起用されている。戸谷誠は虐待グリコゲンのキーボーディスト・皆川真人とともにシンナーズというバンドを組み活動していた。また岩井英吉は椎名がプロデュースしたともさかりえのシングル『少女ロボット』全収録曲においてベースとテルミンを担当している。ドラムの西川央は練習を見に来た当時の椎名が所属していた事務所の社長、中島理智が西川のドラムの腕前に「本当にアマチュアの人!?」と驚いたという。
このディスクの収録曲は2008年7月2日に発売された10周年記念アルバム『私と放電』に収録された。
1. メロウ
元はギター担当の戸谷誠の楽曲だが、椎名があまりの出来栄えに感動し、補作し詞を書き下ろしたもの。デビュー10周年を迎えた2008年にはミュージック・ビデオが制作され、同年7月2日に発売されたミュージック・ビデオ集『私の発電』に収録された。
2. 不幸自慢
タイトルの「不幸自慢」とは歌詞中の「fuck off "g" men（ファック オフ ジーメン）」をもじったもの。学舎エクスタシーで披露された際は「不幸自慢 ～fuck off "G" men～」と表記されていた。
3. 喪＠ CェNｺ瑠ｦｭWｧ（「喪興瑠怒(ソーコールド)(仮)」）
タイトルはディスク1の「同じ夜」と同様に意図的に文字化けさせられている。なお「学舎エクスタシー」で披露された際は「SO COLD」と表記されていた。歌詞は英語だがブックレットに記載されておらず、後にリットーミュージックから発売された本作のバンドスコアにも記載されていない。後に収録された『私と放電』でも歌詞が省略されているが、カップリング曲の歌詞から抜粋して構成されている楽曲「リンゴカタログ 〜黒子時代再編纂〜（シングル『りんごのうた』カップリング曲）」には、本楽曲のものと思しき歌詞の一部が使用されておりブックレットにも掲載されている。
楽曲の最後に椎名が「ごめん」と謝っているのは、歌詞の一部分を間違えたためとされる。ただし『私と放電』に収録された際にはカットされた。

- 編曲・演奏：天才プレパラート
- 天才プレパラート

ボーカル・エレキギター：椎名林檎
エレキギター：戸谷誠
エレキベース・テルミン：岩井英吉
ドラムス：西川央

### DISC3「絶頂3 発育ステータス」
2000年に椎名林檎としてではなく発育ステータスというバンドとして開催したシークレットライブツアー「御起立ジャポン」の新宿リキッドルーム公演（7月8日）から3曲を収録。なお、このディスクのみ「ありのままのライブの雰囲気を伝えたい」という椎名の意向で、ギターなどのステレオチャンネル、音響処理もせずダイレクトに収録されている。また「膨らんできちゃった」と「はいはい」はこの公演を収録したライブ映像集『発育ステータス 御起立ジャポン』には収録されていない。
メンバーには同郷の4人が起用されており、ベースを担当している鳥井泰伸は「本能」のミュージック・ビデオに出演している。また、田渕ひさ子はシングル『ギブス』に収録されているカップリング曲「Σ」でギターでゲスト参加している。
このディスクの収録曲は2008年7月2日に発売された10周年記念アルバム『私と放電』にボーナストラックとして収録された。
1. 膨らんできちゃった
歌詞に博多弁が使用されている。椎名はこの曲を作る際、乙女の不安や憤怒の思いを込めたと言う。
2. はいはい
20周年記念ツアー「(生)林檎博'18 -不惑の余裕-」にて、一部公演のアンコールで18年振りに披露された。
3. 光合成
実際には4番目に出来た曲で、メンバーの間でも好評だと言う。発育ステータスではどんどん完成していく過程を見せたかったが、最初の頃に出来た曲はあまりにも乱暴なものだったため最終的な曲順操作で並べ替えたという。

- 編曲・演奏：発育ステータス
- 発育ステータス

ボーカル・エレキベース：椎名林檎
ドラムス：吉村由加　([ex.DMBQ, Metalchicks, CATSUOMATICDEATH])
エレキギター：田渕ひさ子 (NUMBER GIRL,toddle,bloodthirsty butchers)
エレキベース：鳥井泰伸 (Gaji)
エレキベース：村田純子 (八王子ガリバー)

詳細
| #         | タイトル         | 作詞      | 作曲      | 編曲・演奏     | 時間  |
| --------- | ---------------- | --------- | --------- | -------------- | ----- |
| 1.        | 「やっつけ仕事」 | 椎名林檎  | 椎名林檎  | 虐待グリコゲン | 3:18  |
| 2.        | 「ギャンブル」   | 椎名林檎  | 椎名林檎  | 虐待グリコゲン | 5:28  |
| 3.        | 「Jｪﾁ~ｯじo™ｳ」   | 椎名林檎  | 椎名林檎  | 虐待グリコゲン | 5:16  |
| 合計時間: | 合計時間:        | 合計時間: | 合計時間: | 合計時間:      | 14:34 |

| #         | タイトル                                             | 作詞      | 作曲            | 編曲・演奏       | 時間  |
| --------- | ---------------------------------------------------- | --------- | --------------- | ---------------- | ----- |
| 1.        | 「メロウ」                                           | 椎名林檎  | 戸谷誠 椎名林檎 | 天才プレパラート | 5:55  |
| 2.        | 「不幸自慢」                                         | 椎名林檎  | 椎名林檎        | 天才プレパラート | 2:25  |
| 3.        | 「喪＠ CェNｺ瑠ｦｭWｧ」(「喪興瑠怒(ソーコールド)(仮)」) | 椎名林檎  | 椎名林檎        | 天才プレパラート | 3:05  |
| 合計時間: | 合計時間:                                            | 合計時間: | 合計時間:       | 合計時間:        | 11:25 |

| #         | タイトル               | 作詞      | 作曲                | 編曲・演奏     | 時間 |
| --------- | ---------------------- | --------- | ------------------- | -------------- | ---- |
| 1.        | 「膨らんできちゃった」 | 椎名林檎  | 椎名林檎            | 発育ステータス | 2:06 |
| 2.        | 「はいはい」           | 椎名林檎  | 椎名林檎 田渕ひさ子 | 発育ステータス | 2:28 |
| 3.        | 「光合成」             | 椎名林檎  | 椎名林檎            | 発育ステータス | 3:40 |
| 合計時間: | 合計時間:              | 合計時間: | 合計時間:           | 合計時間:      | 8:22 |